# Larrabee (GPU)
Larrabee – nazwa kodowa procesora GPGPU rozwijana przez Intela niezależnie od aktualnej linii zintegrowanych procesorów kart graficznych. Układ składa się z 48 rdzeni opartych na architekturze x86 procesora Pentium (P54C) i jednostkach przetwarzania wektorowego (VPU). Oferuje zgodność ze standardami DirectX i OpenGL. Miał być wydany w 2010 roku jako rdzeń karty graficznej dla konsumentów, ale plany te zostały odwołane z powodu opóźnień i rozczarowań początkowymi wynikami (zbyt mała wydajność). Jedna z kolejnych wersji Larrabee została wypuszczona na rynek jako koprocesor obliczeniowy o nazwie Intel Xeon Phi. Jest on wykorzystywany głównie do przyśpieszania obliczeń naukowych.